# Harvest Moon: The Tale of Two Towns
Harvest Moon: The Tale of Two Towns (牧場物語　ふたごの村 Bokujō Monogatari: Futago no Mura, Ranch Story: Twin Villages) là một trò chơi video mô phỏng nông trại do Marvelous Entertainment phát triển cho Nintendo DS và 3DS, trò chơi là một phần của loạt Story of Seasons. Trò chơi do Natsume phát hành tại Bắc Mỹ trên Nintendo DS ngày 20 tháng 9 năm 2011 và trên Nintendo 3DS ngày 1 tháng 11 năm 2011. Ngày phát hành ban đầu cho phiên bản tiếng Nhật được ấn định là ngày 25 tháng 2 năm 2010 nhưng đã chuyển sang ngày 8 tháng 7 năm 2010.

## Lối chơi
Người chơi bắt đầu trò chơi bằng cách chọn giới tính và chọn sống ở thị trấn Bluebell hoặc Konohana. Hai thị trấn chuyên về các khía cạnh khác nhau trong nông nghiệp. Bluebell chuyên về động vật trong trang trại trong khi Konohana tập trung vào cây trồng. Nông trại của người chơi sẽ có các tính năng khác nhau tùy thuộc vào thị trấn mà người chơi đã chọn.
Giống như tất cả các trò chơi Harvest Moon khác, người chơi phải duy trì trang trại bằng cách trồng và tưới cây cũng như chăn nuôi gia súc gia cầm. Người chơi cũng có thể thực hiện các yêu cầu được đăng trên bảng tin của mỗi thị trấn. Việc chọn thị trấn sẽ không giới hạn việc người chơi phải ở trong thị trấn đó hay không. Người chơi có thể đi lại giữa các thị trấn và tương tác với tất cả người dân như nhau. Người chơi có thể chọn kết hôn với một nam hoặc nữ còn độc thân tùy thuộc vào giới tính của người chơi, từ một trong hai thị trấn.

### Lễ hội nấu ăn
Lễ hội nấu ăn là cuộc thi kịch tính nhất giữa hai thị trấn. Lễ hội diễn ra bốn lần mỗi mùa và người chơi có thể chọn tham gia lễ hội hoặc cổ vũ cho thị trấn của chính người chơi. Mỗi thị trấn có một đội gồm ba người, tham gia trình bày một món ăn nấu cho giám khảo. Cho dù người chơi tham gia lễ hội hay cổ vũ cho thị trấn của họ, người chơi sẽ nhận được điểm tình bạn nhằm lấp đầy đồng hồ tình bạn. Một khi đồng hồ đầy, các thị trấn sẽ trở lại là những người hàng xóm thân thiện. Người chơi sẽ nhận được nhiều điểm khi tham gia lễ hội, hơn là chỉ cổ vũ cho thị trấn của họ.

### Hôn nhân
Trò chơi có 6 nam ứng viên và 6 nữ ứng viên độc thân để kết hôn. Người chơi phải tặng quà cho một ứng viên kết hôn và nâng điểm tình bạn của họ lên một mức nhất định. Khi người chơi có 5000 điểm tình bạn với ứng cử viên kết hôn, người chơi có thể đưa ứng viên đó đi hẹn hò. Trước khi kết hôn, nhà của người chơi phải có một chiếc giường lớn và cũng kích hoạt các sự kiện xảy ra vào ngày này. Một khi tất cả các yêu cầu kết hôn đối với ứng viên kết hôn được hoàn thành, người chơi có thể cầu hôn bằng một vật phẩm gọi là Blue Feather, có thể mua ở các cửa hàng. Sau khi kết hôn, người chơi có thể chọn nâng cấp giường và sửa sang lại nhà cửa để sinh con.

## Cốt truyện
Hàng trăm năm trước các sự kiện của trò chơi, thị trấn Bluebell và Konohana từng là những thị trấn láng giềng thân thiện, kết nối với nhau bằng một đường hầm xuyên qua ngọn đồi lớn. Thật không may, cả hai thành phố lại bị cuốn vào những cuộc tranh cãi gay gắt, nảy sinh từ thành phố nào nấu ăn ngon hơn. Trong một lần đối đầu kịch tính, Harvest Goddess quá mệt mỏi vì những trận cãi vã, đã quyết định phá hủy đường hầm, cắt đứt phần lớn liên lạc của hai thị trấn. Nhiều thế kỷ sau đó, hai thị trấn vẫn là đối thủ gay gắt, chỉ chịu giao tiếp trong lễ hội nấu ăn hàng tuần.
Trò chơi bắt đầu bằng việc người chơi cưỡi ngựa lên ngọn núi nằm giữa hai thị trấn. Trên đường đi, đột ngột một con cáo nhảy ra giữa đường, khiến người chơi bị lạc dây cương, rơi xuống vách núi và bất tỉnh. Người chơi sau đó được Rutger, thị trưởng của Bluebell, và Ina, thị trưởng của Konohana, tìm thấy. Khi tỉnh lại, người chơi đến nhận ra rằng anh ấy/cô ấy không nhớ mình đã sống ở thị trấn nào. Cả hai vị thị trưởng đều khẳng định rằng người chơi sống ở thị trấn của họ, nhưng quyết định cuối cùng là nằm ở người chơi.

## Phát hành
Ban đầu trò chơi được lên kế hoạch phát hành vào ngày 25 tháng 2 năm 2010, nhưng bị hoãn lại sang mùa xuân năm 2010. Sau đó, vào cuối tháng 4, trang web chính thức thông báo trò chơi ấn định phát hành vào ngày 8 tháng 7 năm 2010. Người mua đặt hàng trước sẽ nhận được một "móc khóa hình alpaca có thể đảo ngược màu trắng và nâu".

### Phiên bản nâng cao
Phiên bản nâng cao trên Nintendo 3DS của Harvest Moon DS: The Tale of Two Towns có tựa là Harvest Moon 3D: The Tale of Two Towns, trò chơi phát hành ngày 1 tháng 11 năm 2011 tại Bắc Mỹ. Phiên bản phát hành ở Nhật Bản có tên Bokujō Monogatari: Futago no Mura+ phát hành tại Nhật Bản ngày 14 tháng 12 năm 2017, trò chơi có thêm tính năng truy cập vào StreetPass và điều khiển tốt hơn. Các tính năng mới trong trò chơi ngoài đồ họa được nâng cao còn có thêm các loài động vật mới như Alpacas và Ong mật và một Nồi dưa muối có thể dùng để làm củ cải muối.

## Quảng cáo hợp tác

### AKB48
Kênh "Assault! AKB Report" (phát sóng vào ngày 26 tháng 2 năm 2010) tiết lộ Miyazaki Miho và Tada Aika của nhóm nhạc AKB48 đã thiết kế trang phục cho nhân vật chính khi họ đến Marvelous Entertainment với tư cách là thử làm nhân viên trong một ngày. Nhưng không biết liệu nó có thực sự được sử dụng trong trò chơi hay không.

### Sweets Paradise
Từ ngày 7 tháng 7 năm 2010 đến ngày 1 tháng 8 năm 2010, nhà hàng Sweets Paradise ở Shibuya, Tokyo, Nhật Bản mở bán hai loại bánh được trang trí phỏng theo hai ngôi làng để quảng cáo cho Harvest Moon DS: The Tale of Two Towns. Bánh chiffon cà rốt đại diện cho làng Konohana và bánh mousse sữa chua vị matcha đại diện cho làng Bluebell.

## Tiếp nhận
Harvest Moon DS: The Tale of Two Towns nhận đánh giá "Khá tốt" với 6,5 trên 10 điểm từ GameSpot, mặc dù vẫn có lối chơi gây nghiện và giá trị chơi lâu dài, nhưng không mang lại điều gì đột phá cho loạt Harvest Moon.
Lucas M. Thomas của IGN đã đánh giá tổng thể 6 trên 10 điểm. Thomas đề cập trong bài đánh giá của ông rằng "Thật khó để yêu thích một trò chơi dựa trên sự căm ghét [của hai ngôi làng]."
Tại Nhật Bản, Harvest Moon DS: The Tale of Two Towns là trò chơi bán chạy nhất của Marvelous Interactive trong năm 2010 với doanh số 230.000 bản.
James Newton của Nintendo Life đánh giá Harvest Moon 3D: The Tale of Two Towns với 6/10 sao, nói rằng "hiệu ứng 3D của trò chơi gây thất vọng".